# Noah Taylor
Noah George Taylor (Londra, 4 settembre 1969) è un attore britannico naturalizzato australiano.

## Biografia
Nato a Londra, all'età cinque anni insieme ai genitori si trasferisce in Australia, crescendo nei sobborghi di Melbourne; i suoi genitori divorziarono quando aveva 14 anni. All'età di sedici anni abbandona la scuola per dedicarsi completamente agli studi di recitazione. Debutta nel 1987 nel film Cani nello spazio, in seguito intraprende una lunga gavetta che lo porta a prendere parte a svariate produzioni cinematografiche e televisive australiane, tra cui Bangkok Hilton e Flirting al fianco delle allora sconosciute Nicole Kidman e Thandie Newton.
Nel 1996 si mette in luce grazie all'interpretazione del giovane David Helfgott in Shine di Scott Hicks, Geoffrey Rush si guadagna un Oscar per l'interpretazione di Helfgott da adulto. In seguito ottiene una parte in Quasi famosi di Cameron Crowe e questo gli spalanca le porte di Hollywood, con Crowe torna a lavorare nel 2001 in Vanilla Sky. Taylor ha preso parte a film come Lara Croft: Tomb Raider (2001) e Lara Croft: Tomb Raider - La culla della vita (2003) nel ruolo di Bryce, l'assistente tecnico di Lara Croft.
Prese parte anche a E morì con un felafel in mano e Max, in quest'ultimo ha interpretato la parte di Adolf Hitler.
Negli ultimi anni ha recitato in Le avventure acquatiche di Steve Zissou e ne La fabbrica di cioccolato di Tim Burton, inoltre nel 2008 recita nel primo film da regista dello scrittore Alessandro Baricco, Lezione ventuno.
Dal 2013 al 2014 interpreta il ruolo di Locke, membro dei Guitti Sanguinari e alleato della Casa Bolton, nella terza e quarta stagione de Il Trono di Spade.
Nel 2014 interpreta Darby Sabini in Peaky Blinders.
È sposato dal 2012 con la designer di abbigliamento Dionne Harris; ha una figlia, Martha (2007) nata da una precedente relazione.

## Filmografia

### Cinema
- Cani nello spazio (Dogs in Space), regia di Richard Lowenstein (1986)
- The Year My Voice Broke, regia di John Duigan (1987)
- The Prisoner of St. Petersburg, regia di Ian Pringle (1989)
- Lover Boy, regia di Geoffrey Wright (1989)
- Flirting, regia di John Duigan (1991)
- Dead to the World, regia di Ross Gibson (1991)
- Secrets, regia di Michael Pattinson (1992)
- The Nostradamus Kid, regia di Bob Ellis (1993)
- Dad and Dave: On Our Selection, regia di George Whaley (1995)
- Shine, regia di Scott Hicks (1996)
- True Love and Chaos, regia di Stavros Andonis Efthymiou (1997)
- Woundings - La guerra nei corpi (Woundings), regia di Roberta Hanley (1998)
- There's No Fish Food in Heaven, regia di Eleanor Gaver (1998)
- Simon Magus, regia di Ben Hopkins (1999)
- Mauvaise passe, regia di Michel Blanc (1999)
- The Nine Lives of Tomas Katz, regia di Ben Hopkins (2000)
- Quasi famosi (Almost Famous), regia di Cameron Crowe (2000)
- Lara Croft: Tomb Raider, regia di Simon West (2001)
- E morì con un felafel in mano (He Died with a Felafel in His Hand), regia di Richard Lowenstein (2001)
- Vanilla Sky, regia di Cameron Crowe (2001)
- Max, regia di Menno Meyjes (2002)
- Piccolo dizionario amoroso (The Sleeping Dictionary), regia di Guy Jenkin (2003)
- Lara Croft: Tomb Raider - La culla della vita (Lara Croft: Tomb Raider – The Cradle of Life), regia di Jan de Bont (2003)
- Le avventure acquatiche di Steve Zissou (The Life Aquatic with Steve Zissou), regia di Wes Anderson (2004)
- La fabbrica di cioccolato (Charlie and the Chocolate Factory), regia di Tim Burton (2005)
- La proposta (The Proposition), regia di John Hillcoat (2005)
- The New World - Il nuovo mondo (The New World), regia di Terrence Malick (2005)
- Lezione ventuno (Lecture 21), regia di Alessandro Baricco (2008)
- The New Daughter, regia di Luis Berdejo (2009)
- Red, White & Blue, regia di Simon Rumley (2010)
- Submarine, regia di Richard Ayoade (2010)
- Red Dog, regia di Kriv Stenders (2011)
- Lawless, regia di John Hillcoat (2012)
- Il sosia - The Double (The Double), regia di Richard Ayoade (2013)
- Mindscape, regia di Jorge Dorado (2013)
- Predestination, regia di Michael e Peter Spierig (2014)
- Edge of Tomorrow - Senza domani (Edge of Tomorrow), regia di Doug Liman (2014)
- Lost in Karastan, regia di Ben Hopkins (2014)
- L'ape Maia - Il film (Maya the Bee Movie), regia di Alexs Stadermann (2014) - voce
- The Windmill Massacre, regia di Nick Jongerius (2016)
- Free Fire, regia di Ben Wheatley (2016)
- The Menkoff Method, regia di David Parker (2016)
- Paddington 2, regia di Paul King (2017)
- Skyscraper, regia di Rawson Marshall Thurber (2018)

### Televisione
- Dadah Is Death, regia di Jerry London - film TV (1988)
- La baia dei delfini (Dolphin Cove) - serie TV, 1 episodio (1989)
- Bangkok Hilton - miniserie TV, 3 episodi (1989)
- Wandin Valley - serie TV, 2 episodi (1990)
- The Last Crop, regia di Sue Clayton - film TV (1990)
- Boys from the Bush - serie TV, 1 episodio (1991)
- Ispettore Morse (Inspector Morse) - serie TV, 1 episodio (1991)
- G.P. - serie TV, 1 episodio (1993)
- Joh's Jury, regia di Ken Cameron - film TV (1993)
- Water Rats - serie TV, 1 episodio (1997)
- Rake - serie TV, 1 episodio (2010)
- I Borgia (The Borgias) - serie TV, 2 episodi (2012)
- Hatfields & McCoys - miniserie TV, 2 episodi (2012)
- Il Trono di Spade (Game of Thrones) - serie TV, 8 episodi (2013-2014)
- Peaky Blinders - serie TV, 6 episodi (2014)
- Powers - serie TV, 10 episodi (2015)
- Dieci piccoli indiani (And Then There Were None) - miniserie TV, 3 puntate (2015)
- Deep Water - serie TV, 4 episodi (2016)
- Preacher - serie TV, 23 episodi (2017-2019)
- A Small Light – miniserie TV, 6 puntate (2023)

### Cortometraggi
- Killer Zombies, regia di Zlatko Kasumovic (1986)
- Road to Alice, regia di Stavros Andonis Efthymiou (1992)
- Down Rusty Down, regia di John Curran (1997)

### Video musicali
- Romeos – Alphaville (1989)
- M.O.R. – Blur (1997)

## Doppiatori italiani
Nelle versioni in italiano delle opere in cui ha recitato, Noah Taylor è stato doppiato da:
- Oreste Baldini in Lara Croft: Tomb Raider, E morì con un felafel in mano, Lara Croft: Tomb Raider - La culla della vita, La fabbrica di cioccolato, Lezione ventuno, Lawless, Il Trono di Spade, Predestination, Dieci piccoli indiani, Skyscraper
- Christian Iansante in Piccolo dizionario amoroso, Edge of Tomorrow - Senza domani, Powers
- Sergio Lucchetti in Le avventure acquatiche di Steve Zissou, Il sosia - The Double, Free Fire
- Marcello Cortese in Flirting
- Alessandro Quarta in Shine
- Fabrizio Manfredi in Vanilla Sky
- Marco Baroni in The New Daughter
- Andrea Tidona in Peaky Blinders
- Luca Ghignone in Preacher
- Roberto Ciufoli in Paddington 2
- Luca Biagini in A Small Light

Da doppiatore è sostituito da:
- Oliviero Dinelli in L'ape Maia - Il film